# Anåfjället

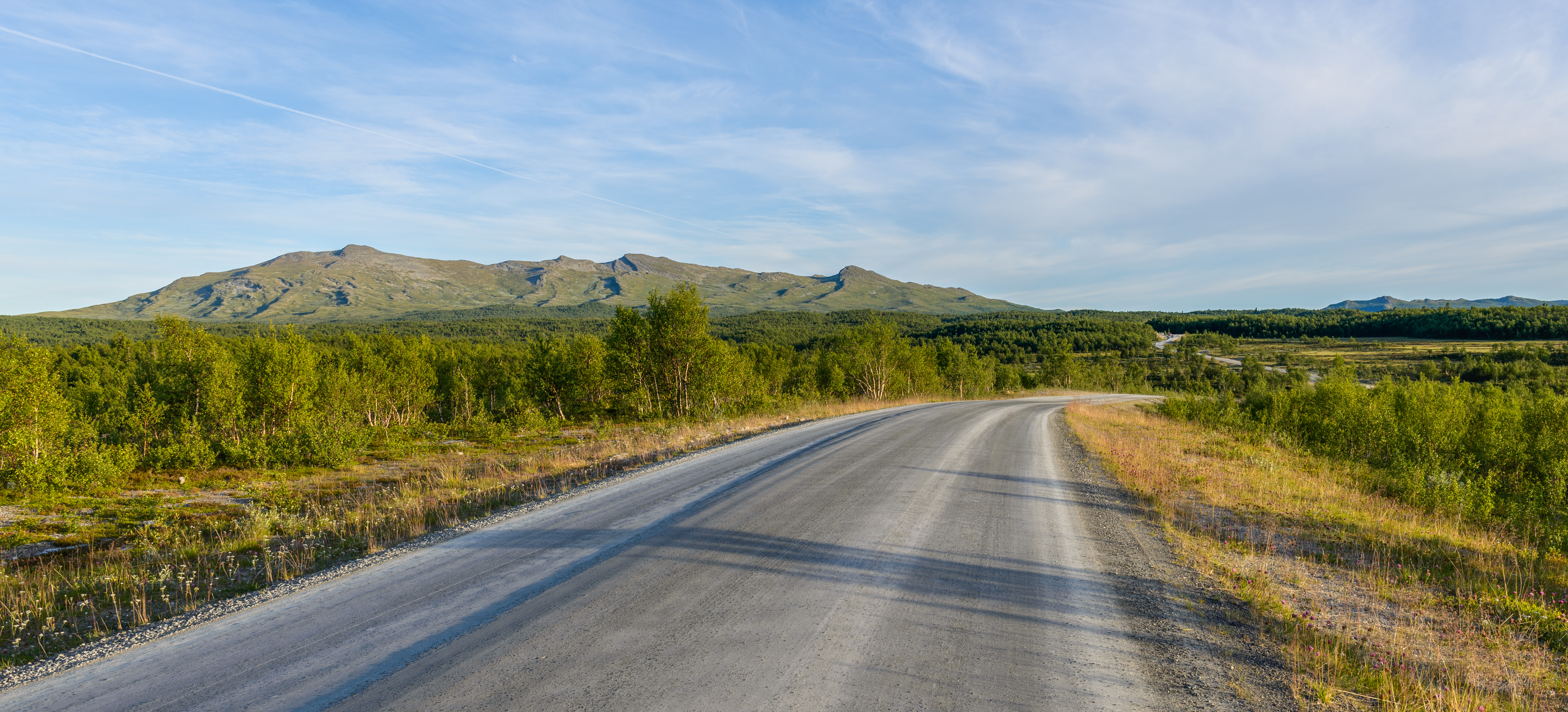
Anåfjället sett från vägen mellan Mittådalen och Funäsdalen

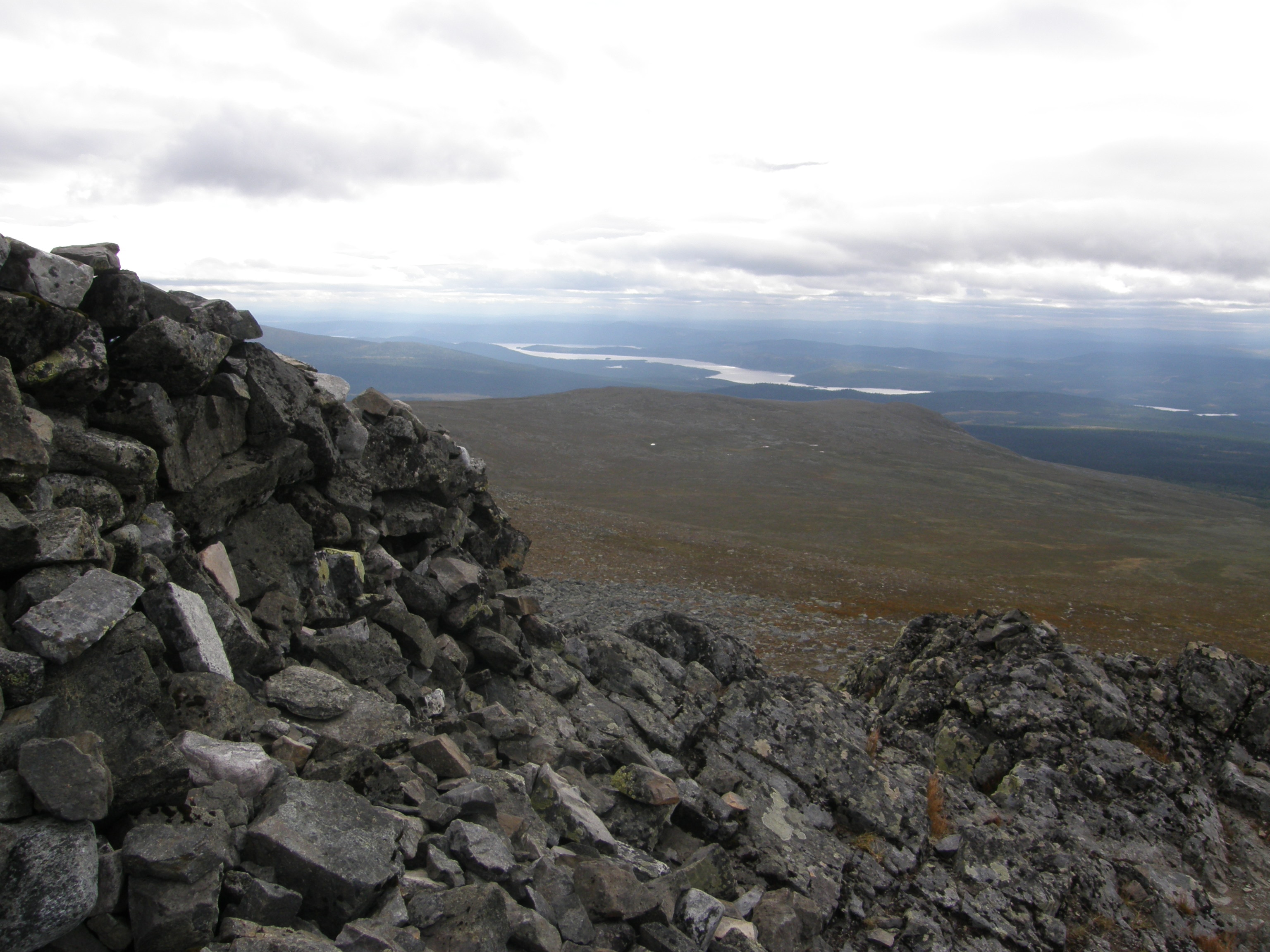
Vy från toppen av Ånnfjället

Anåfjället är ett fjällmassiv i Tännäs distrikt (Tännäs socken) i Härjedalens kommun i västra delen av Härjedalen.
Anåfjället ligger mellan Funäsdalen och Mittådalen, öster om länsväg Z 531 (Flatruetvägen).

## Toppar
- Blåstöten (högst), 1332 meter över havet
- Ånnfjället, 1301 meter över havet
- Ivarsfjället
- Uggerna
- Gråstöten
- Ånåkroken
- Roaldsstöten
- Fjälländan